# Aubergenville
Aubergenville är en kommun i departementet Yvelines i regionen Île-de-France i norra Frankrike. Kommunen ligger i kantonen Aubergenville som tillhör arrondissementet Mantes-la-Jolie. År 2022 hade Aubergenville 12 540 invånare.

## Befolkningsutveckling
Antalet invånare i kommunen Aubergenville
| Referens: INSEE |